# Antoine Bret
Pour les articles homonymes, voir Bret.
 (septembre 2022).
Si vous disposez d'ouvrages ou d'articles de référence ou si vous connaissez des sites web de qualité traitant du thème abordé ici, merci de compléter l'article en donnant les références utiles à sa vérifiabilité et en les liant à la section « Notes et références ».
Antoine Bret, né le 9 juillet 1717 à Dijon et mort le 25 février 1792 à Paris, est un écrivain et auteur dramatique français.

## Biographie
Écrivain fécond, Bret s’exerça dans presque tous les genres. Il a composé des poésies légères, des comédies, des romans, des mémoires, des contes parodiques et licencieux. Un style assez pur, une grande facilité d'invention, une critique plus ingénieuse que profonde lui firent une réputation sans l’élever au-dessus du passable. Entendant bien l’art dramatique, il écrivit des pièces péchant néanmoins par manque de verve et de force comique.
On lui doit une édition des Œuvres de Molière, dont les commentaires furent appréciés. On lui a attribué, ainsi qu'à Claude Villaret, La Belle Alsacienne, ou Telle mère telle fille, un roman libertin paru pour la première fois en 1745 sous le titre La Belle Allemande, ou les Galanteries de Thérèse, qui relate l’histoire d’une fille marchant sur les traces de sa mère et se laissant conduire par elle sur les chemins de la galanterie.
Antoine Bret était membre des académies de Nancy et de Dijon. Il a contribué pendant plusieurs années à la Gazette de France et au Journal encyclopédique et fut également censeur royal pour les opéras.

## Publications
- Cythéride, histoire galante traduite du grec, 1743.
- La Belle Allemande, ou les Galanteries de Thérèse, 1745, connu aussi sous le titre La Belle Alsacienne, ou Telle mère telle fille et attribué également à Claude Villaret, La Belle Allemande sur Gallica.
- Lycoris, ou la Courtisane grecque, 1746.
- Le *****, histoire bavarde, 1749, Le *****, histoire bavarde sur Google Livres.
- Mémoires sur la vie de mademoiselle de Lenclos, 1751, Mémoires sur la vie de mademoiselle de Lenclos sur Google Livres.
- Essai de contes moraux et dramatiques, 1765.
- Essai d'une Poétique à la mode, 1770.

Théâtre
- Le Déguisement pastoral, opéra comique en un acte, Paris, théâtre de la foire Saint-Laurent, 27 juillet 1744.
- Le Quartier d'hiver, comédie en 1 acte et en vers, avec Claude Villaret et Claude Godard d'Aucour, Paris, Théâtre-Français, 4 décembre 1744.
- L'École amoureuse, comédie en 1 acte, en vers, Paris, Théâtre-Français, 11 septembre 1747.
- Le Concert, comédie en 1 acte et en prose, Paris, Théâtre-Français, 16 novembre 1747.
- La Double Extravagance, comédie en 3 actes et en vers, Paris, Théâtre-Français, 27 juillet 1750.
- Le Parnasse moderne, opéra-comique en un acte, Paris, théâtre de la foire Saint-Germain, 3 février 1753.
- Le Calendrier des vieillards, opéra-comique en un acte, Paris, Théâtre de la foire Saint-Germain, 7 avril 1753.
- Le Jaloux, comédie en 3 actes et en vers, Paris, Théâtre-Français, 15 mai 1755.
- L'Orpheline, ou le Faux généreux, comédie en 3 actes et en vers, Paris, Théâtre-Français, 18 janvier 1758.
- Le Protecteur bourgeois, ou la Confiance trahie, comédie en cinq actes et en vers, 13 octobre 1763, Le Protecteur bourgeois sur Gallica.
- L'Épreuve indiscrète, comédie en 2 actes et en vers, Paris, Théâtre-Français, 30 janvier 1764.
- Le Mariage par dépit, comédie en 3 actes et en prose, Paris, Théâtre-Français, 13 juin 1765.
- Les Deux Julies, ou le Père crédule, comédie-farce en 3 actes et en vers libres, imitée des Bacchides de Plaute, 1778.
- L'Hôtellerie, ou le Faux Ami, drame en 5 actes et en vers, Paris, théâtre de l'Odéon, 30 septembre 1785.
- La Maison, comédie en deux actes et en vers, [s. d.]
- L'Humeur à l'épreuve, comédie en un acte et en prose, [s. d.]
- Les Lettres anonymes, comédie en quatre actes et en vers, [s. d.]

Œuvres réunies
- Œuvres de M. Bret, 1772, Fables orientales et poésies diverses sur Gallica, Le Protecteur bourgeois sur Gallica, Réflexions sur la littérature sur Gallica.
- Œuvres de M. Bret, 2 vol., 1789, 1. L'École amoureuse. La Double Extravagance. Le Jaloux. L'Humeur à l'épreuve. Le Faux Généreux sur Google Livres, 2. La Maison. Le Protecteur bourgeois. Les Lettres anonymes. Les Deux Julies sur Google Livres.

Édition de Molière
- Œuvres complètes de Molière, avec des remarques grammaticales, des avertissements et des observations sur chaque pièce, 6 vol., 1773 ; 8 vol., 1778.

## Pour approfondir